# Zosteraceae
Zosteraceae é uma família de plantas pertencente à ordem Alismatales.

## Gêneros
Heterozostera
Phyllospadix
Zostera